# Bletia riparia
Bletia riparia là một loài thực vật có hoa trong họ Lan. Loài này được Sosa & Palestina mô tả khoa học đầu tiên năm 2002.